# Juan Mario Gómez Esteban
Juan Mario Gómez Esteban, (nascut el 15 de febrer de 1958), és un jugador d'escacs basc, que té el títol de Gran Mestre. Ha estat dos cops Campió d'Espanya. Gómez va obtenir el títol de MI el 1984, i el de GM el 2004.
A la llista d'Elo de la FIDE de l'octubre de 2020, hi tenia un Elo de 2366 punts, cosa que en feia el jugador número 133 (en actiu) de l'estat espanyol. El seu màxim Elo va ser de 2519 punts, a la llista de l'octubre de 2000, moment en què era el 4t jugador espanyol, i estava en la posició 405 del rànquing mundial.

## Resultats destacats en competició

### Campionat d'Espanya
Gómez ha guanyat dos cops el Campionat d'Espanya d'escacs, els anys 1980, a Alcoi i 1992, a Madrid. També va vèncer en el Campionat d'Espanya Obert de 2002, any en què el Campionat d'Espanya Absolut (un tancat) va ser guanyat per Aleksei Xírov. El 1983, a Las Palmas, hi fou subcampió, per sota de José García Padrón.
En l'edició de 2006, a León, fou tercer, en un campionat organitzat en dos grups de sis, i en què Gómez es classificà per a les semifinals, però perdé el seu matx contra Salvador del Río Angelis (1½ - ½) i finalment guanyà el matx per la tercera posició contra Manuel Pérez Candelario (1½ - ½). El campió del torneig fou Paco Vallejo).

### Olimpíades d'escacs
Ha participat, representant Espanya, a les Olimpíades d'escacs de Malta 1980, Salònica 1984, Manila 1992, i Istanbul 2000.

### Campionat d'Euskadi
Ha guanyat el Campionat d'Euskadi absolut en 9 ocasions: 1988, 1990, 1997, 1998, 2001, 2003, 2005, 2006 i 2009.

### Altres torneigs
El 1985 va guanyar la 5a edició de l'Obert Vila de Benasc.
Gómez s'ha imposat en molts altres torneigs, com ara:
- XXI Trofeo Ayuntamiento de Barakaldo
- I Open FVDA
- I Torneo de Navidad de Arrigorriaga
- Virgen Blanca 2007
- XX Torneo San Prudencio

El juny de 2007 va quedar 4t classificat a l'Open Internacional de Lleó.